# Infruset
Infruset è il sesto album in studio del gruppo musicale garage rock svedese Mando Diao, pubblicato nel 2012.

## Tracce
1. Den självslagne – 1:50
2. En sångarsaga – 6:37
3. Infruset – 5:23
4. I ungdomen – 3:22
5. Snigelns visa – 3:52
6. Strövtåg i hembygden – 4:08
7. Men – 2:56
8. En ung mor – 3:00
9. Titania – 3:24
10. Gråbergssång – 3:08